# День незалежності Бразилії
День незалежності Бразилії (7 вересня) — національне свято країни. Відзначається щорічно після того, як 7 вересня 1822 Бразилія проголосила незалежність від Португалії. Є офіційно неробочим днем у всій країні. Цього дня у столиці країни — м. Бразиліа — проходить святковий військовий парад. На ньому обов'язкова присутність Президента країни та урядовців. Середня відвідуваність параду у столиці — 30 000 осіб. Схожі урочистості, а також галасливі народні гуляння проводяться практично у всіх великих та дрібних містах і селах Бразилії. Самі бразильці ставляться до цього свята дуже шанобливо.

## Законодавство
- Федеральний закон 662, від 6 квітня 1949, проголосив день незалежності частиною оплачуваної відпустки зайнятих бразильців.
- Федеральний закон 5.571, від 28 листопада 1969, склав протокол святкування дня незалежності у столиці країни.

## Пам'ять

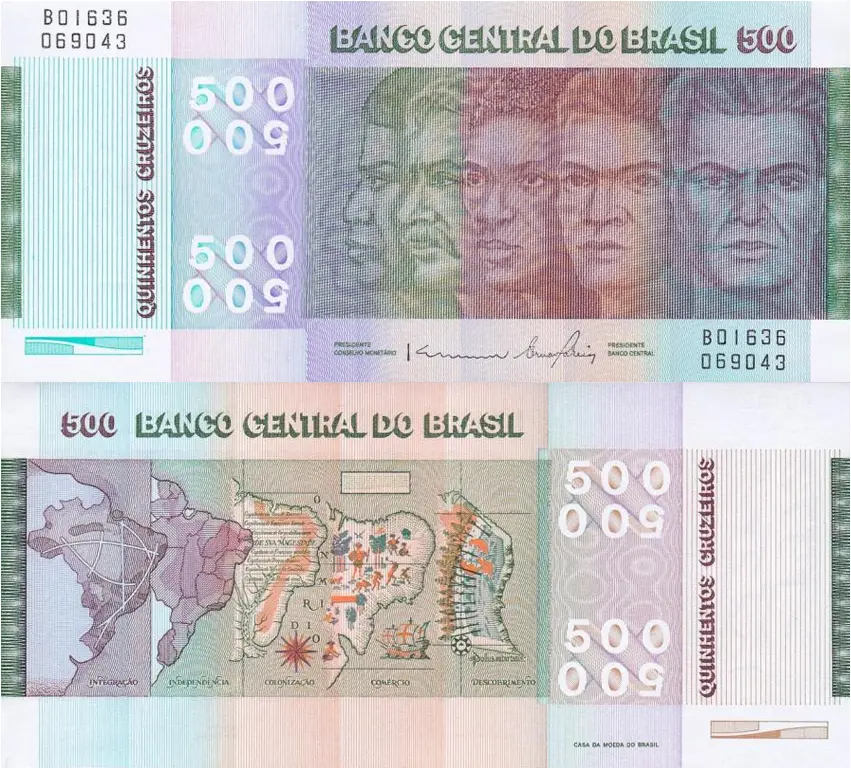
Банкнота «150 років незалежності Бразилії»

На честь 150-річчя незалежності Бразилії (1822—1972) була випущена ювілейна банкнота номіналом 500 бразильських реалів. На аверсі банкноти зображено п'ять чоловічих облич, які представляють різні бразильські раси в порядку їхньої історичної переваги. На реверсі банкноти зображено п'ять історичних карт, що представляють різні етапи історії Бразилії: відкриття, торгівля, колонізація, незалежність та об'єднання.